# تشارلز ستانهوب (إيرل هارينغتون الثاني عشر)
تشارلز ستانهوب  (بالإنجليزية: Charles Stanhope)‏ إيرل بريطاني (ولد في لندن يوم 20 يوليو من العام 1945)